# Prise (Maßeinheit)
Die Prise (von frz. prise: „das Nehmen“) ist eine ungefähre Maßeinheit für körniges Material, zum Beispiel Speisesalz, Zucker, Pfeffer, aber auch Kräuter oder Schnupftabak.
Die häufigste Definition ist eine „Menge, die sich zwischen zwei Fingern fassen lässt“, also zwischen Daumen und Zeigefinger. Der Duden fasst die Definition etwas weiter als „kleine Menge […], die jemand zwischen zwei oder drei Fingern fassen kann“. – Das Wörterbuch von Johann Christoph Adelung von 1811 fasst die Bedeutung noch weiter: Eine Prise sei „so viel als man zu einem gewissen Gebrauche von einem Dinge auf ein Mahl nimmt“, also die Menge einer Zutat zu einem Gericht.
Die Prise wird in der Küchensprache (früher auch in der Pharmakologie) als kleinere Einheit gegenüber der Messerspitze behandelt, bei Salz wäre die Prise dann eher unter 100 mg, die Messerspitze eher darüber. Manchmal findet sich die Unterscheidung, dass eine Messerspitze ungefähr aus zwei Prisen bestehe. Oft wird die Maßeinheit Prise aber bloß für das grobkörnigere Material gewählt, ohne deutlichen Unterschied zur Messerspitze.
Im britischen und amerikanischen Sprachgebrauch wird die Prise (Pinch) mitunter als 1/16 Teaspoon (Teelöffel) oder (historisch) als ⅛ Teaspoon definiert, manchmal auch als 1/48 Fluid ounce.
1/16 imperial Teaspoon entspricht 0,37 cm³ und ist somit ein Volumenmaß.